# Cesária Évora
Cesária Évora (Mindelo, 27 de agosto de 1941 – Mindelo, 17 de dezembro de 2011) foi a cantora de maior reconhecimento internacional de toda a história da música popular cabo-verdiana. Apesar de ser bem-sucedida em diversos outros géneros musicais, Cesária Évora foi maioritariamente relacionada com a morna, por isso também apelidada de "Rainha da Morna". Era conhecida como "A Diva dos pés descalços". O filme Tchindas presta tributo a sua música.

## História
Cesária Évora teve quatro irmãos. O pai Justino da Cruz tocava cavaquinho, violão e violino. Quando jovem foi viver com a avó, que havia sido educada por freiras, e assim acabou passando por uma experiência que a ensinou a desconsiderar a moralidade excessivamente severa.
Entre os amigos estava B. Leza, o compositor favorito dos cabo-verdianos, que faleceu quando ela tinha apenas sete anos de idade. Desde cedo, Cizé, como era conhecida pelos amigos, começou a cantar e a apresentar-se aos domingos na praça principal da cidade, acompanhada pelo irmão Lela, no saxofone. Mas a vida está intrinsecamente ligada ao bairro do Lombo, nas imediações do quartel do exército português, onde cantou com compositores como Gregório Gonçalves. Aos 16 anos, Cesária começou a cantar em bares e hotéis e, com a ajuda de alguns músicos locais, ganhou maior notoriedade em Cabo Verde, sendo proclamada a "Rainha da Morna" pelos fãs.
Aos vinte anos foi convidada a trabalhar como cantora para o Congelo - companhia de pesca criada por capital local e português -, recebendo conforme as actuações que fazia. Em 1975, ano em que Cabo Verde conquistou a independência, Cesária, frustrada por questões pessoais e financeiras, aliadas à dificuldade económica e política do jovem país, deixou de cantar para sustentar a família. Durante este período, que se prolongou por dez anos, Cesária teve de lutar contra o alcoolismo. Cesária chamou a esse período de tempo, os Dark Years.

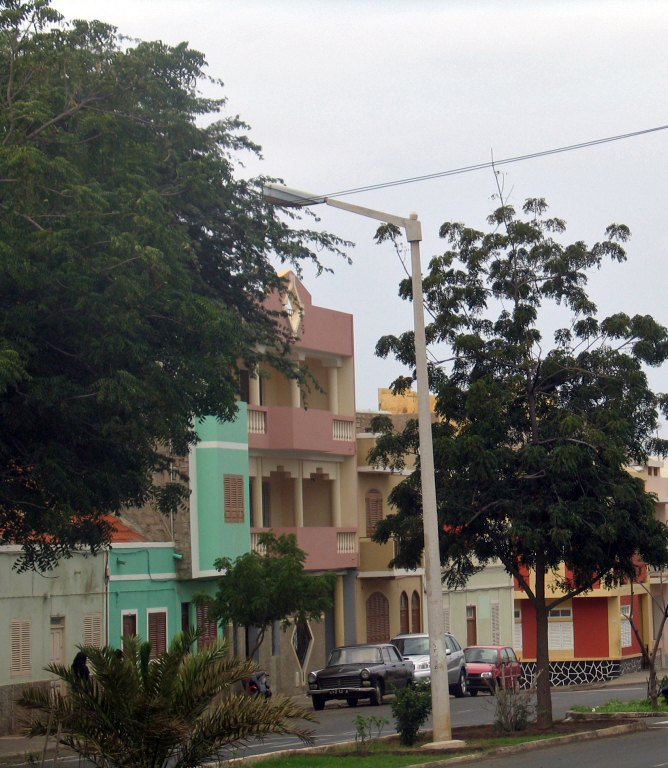
A casa de Cesária Évora, 2008.

Encorajada por Bana (cantor e empresário cabo-verdiano radicado em Portugal), Cesária Évora voltou a cantar, atuando em Portugal. Em Cabo Verde foi convidada por José da Silva a ir para Paris onde acabou por gravar um novo álbum em 1988 "La diva aux pieds nus" (A diva dos pés descalços) - que é como se apresenta nos palcos. Este álbum foi aclamado pela crítica, levando-a a iniciar a gravação do álbum "Miss Perfumado" (1992). Desde então fixou residência na capital francesa. Cesária tornou-se uma estrela internacional aos 47 anos de idade.
Em 2004 conquistou um prémio Grammy de melhor álbum de world music contemporânea. O presidente francês, Nicolas Sarkozy, distinguiu-a, em 2009, com a medalha da Legião de Honra entregue pela ministra da Cultura francesa Christine Albanel.
Em setembro de 2011, depois de cancelar um conjunto de concertos por se encontrar muito debilitada, a editora, Lusafrica, anunciou que a cantora pôs um ponto final na longa carreira.
Morreu no dia 17 de dezembro de 2011, com 70 anos, por "insuficiência cardiorrespiratória aguda e tensão cardíaca elevada". Um jornalista espanhol do jornal "Público" falou com ela 36 horas antes de sua morte, em sua casa, em Mindelo.

## Discografia

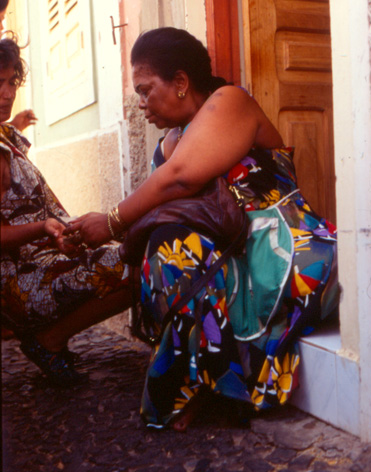
Cesária Évora em Mindelo, sua terra natal, em 1995

1. 1965 — Mornas de Cabo-Verde & Oriondino (vinil simple, 45 RPM, C. Évora & Conjunto)
2. 1987 — Cesária
3. 1988 — Cesária Évora, La Diva aux pieds nus
4. 1990 — Distino di Belita
5. 1991 — Mar Azul
6. 1992 — Miss Perfumado
7. 1994 — Sodade - Les plus belles mornas de Cesaria (Best of)
8. 1995 — Cesária
9. 1995 — Cesária Évora à L'Olympia
10. 1997 — Cabo Verde (disco)
11. 1998 — Best of Cesária Évora
12. 1998 — Nova Sintra
13. 1999 — Le monde de Cesária Évora
14. 1999 — Café Atlantico
15. 2001 — Cesária Évora : L'essentiel
16. 2001 — São Vicente di Longe
17. 2002 — Anthology
18. 2002 — Anthologie: Mornas & Coladeras (LP duplo)
19. 2002 — The Very Best of Cesária Évora
20. 2003 — Voz d'Amor
21. 2004 — Les essentiels
22. 2006 — Rogamar
23. 2008 — Rádio Mindelo (early recordings) — primeiras gravações
24. 2009 — Nha sentimento
25. 2010 — Cesária Évora &
26. 2013 — Mãe Carinhosa

DVD
1. 2002 — Live in Paris

Duos
1. 1999 — "É doce morrer no mar" (por Dorival Caymmi) cantado com Marisa Monte;
2. 2009 — "Crepuscolare Solitudine", cantado com Gianni Morandi;
3. 2009 — "Ricordo d'Infanzia", cantado com Gigi D'Alessio
4. 2010 — "La Voce dell'Amore", cantado com Ron

Outras colaborações
1. 1995 — Sangue de Beirona Remix (por François K)
2. 1996 — Red Hot + Rio: É Preciso Perdoar — com Caetano Veloso e Ryuichi Sakamoto
3. 1999 — Césaria Evora Remix (por François K e Joe Claussell)
4. 2003 — Carnaval de São Vicente Remix (EP)
5. 2003 — Club Sodade Remixes, Cesaria Evora by… (Carl Craig, Francois Kervorkian, Kerri Chandler, Four Hero, Señor Coconut, etc.)
6. 2009 — Capo Verde terra d'amore, vol. 1 (LP, cantado com Teofilo Chantre em italiano) - "Crepuscolare Solitudine", "Ricordo d'Infanzia";
7. 2010 — Capo Verde terra d'amore, vol. 2 (LP, cantado com Teofilo Chantre em italiano) - "La Voce dell'Amore";
8. 2012 — Capo Verde terra d'amore, vol. 3 (LP, cantado com Teofilo Chantre em italiano) - "Mar de Canal - DVD"

## Reconhecimentos e prêmios
Em março de 2022 o documentário Cesária Évora, sobre a vida da cantora cabo-verdiana, foi estreado mundialmente no festival South by Southwest, tornando-se a primeira longa-metragem portuguesa a figurar na seção oficial deste festival estadunidense. O filme, realizado pela jornalista portuguesa Ana Sofia Fonseca, foi estreado em Portugal durante a jornada inaugural da edição 2022 do festival IndieLisboa.